# Кінгсклір
Кінгсклір (англ. Kingsclear) — парафія в Канаді, у провінції Нью-Брансвік, у складі графства Йорк.

## Населення
За даними перепису 2016 року, парафія нараховувала 2822 особи, показавши зростання на 6,5%, порівняно з 2011-м роком. Середня густина населення становила 18,6 осіб/км².
З офіційних мов обидвома одночасно володіли 645 жителів, тільки англійською — 2 155, тільки французькою — 10, а 5 — жодною з них. Усього 80 осіб вважали рідною мовою не одну з офіційних.
Працездатне населення становило 68,1% усього населення, рівень безробіття — 10,3% (13,1% серед чоловіків та 6,3% серед жінок). 89,7% осіб були найманими працівниками, а 9,3% — самозайнятими.
Середній дохід на особу становив $49 251 (медіана $41 248), при цьому для чоловіків — $59 378, а для жінок $39 023 (медіани — $49 728 та $34 542 відповідно).
25,6% мешканців мали закінчену шкільну освіту, не мали закінченої шкільної освіти — 12,5%, 61,9% мали післяшкільну освіту, з яких 42,8% мали диплом бакалавра, або вищий, 20 осіб мали вчений ступінь.
| Статево-вікова структура населення | Статево-вікова структура населення | Статево-вікова структура населення | Статево-вікова структура населення | Статево-вікова структура населення |
| ---------------------------------- | ---------------------------------- | ---------------------------------- | ---------------------------------- | ---------------------------------- |
|                                    |                                    |                                    |                                    |                                    |
| Всього                             | Всього                             | 48,9%51,1%                         |                                    |                                    |
| 0 — 14 років                       | 0 — 14 років                       |                                    | 17,7%                              | 17,7%                              |
| 15 — 64 років                      | 15 — 64 років                      |                                    | 66,3%                              | 66,3%                              |
| 65 і більше                        | 65 і більше                        |                                    | 16%                                | 16%                                |
| 85 і більше                        | 85 і більше                        |                                    | 1,2%                               | 1,2%                               |
| Середній вік (років)               | Середній вік (років)               | 41,541,4                           | 41,4                               | 41,4                               |
| Медіана (років)                    | Медіана (років)                    | 43,3                               | 43,3                               | 43,3                               |
| — чоловіки — жінки                 |                                    |                                    |                                    |                                    |

| Походження мешканців:     | Походження мешканців:     | Походження мешканців: | Походження мешканців: | Походження мешканців: |
| ------------------------- | ------------------------- | --------------------- | --------------------- | --------------------- |
| Походження                |                           |                       | осіб                  | %                     |
| Корінні американці        | Корінні американці        |                       | 140                   | 5.01%                 |
| Інше північноамериканське | Інше північноамериканське |                       | 1 475                 | 52.77%                |
| Європейське               | Європейське               |                       | 2 045                 | 73.17%                |
| британське                | британське                |                       | 1 850                 | 66.19%                |
| французьке                | французьке                |                       | 390                   | 13.95%                |
| українське                | українське                |                       | 25                    | 0.89%                 |
| Карибське                 | Карибське                 |                       | 20                    | 0.72%                 |

| Зайнятість населення за галузями (за класифікацією NOC): | Зайнятість населення за галузями (за класифікацією NOC): | Зайнятість населення за галузями (за класифікацією NOC): | Зайнятість населення за галузями (за класифікацією NOC): | Зайнятість населення за галузями (за класифікацією NOC): |
| -------------------------------------------------------- | -------------------------------------------------------- | -------------------------------------------------------- | -------------------------------------------------------- | -------------------------------------------------------- |
|                                                          |                                                          |                                                          |                                                          |                                                          |
| Управління                                               | Управління                                               |                                                          | 14,2%                                                    | 14,2%                                                    |
| Бізнес, фінанси та адміністрування                       | Бізнес, фінанси та адміністрування                       |                                                          | 14,9%                                                    | 14,9%                                                    |
| Природничі та прикладні науки                            | Природничі та прикладні науки                            |                                                          | 10%                                                      | 10%                                                      |
| Охорона здоров'я                                         | Охорона здоров'я                                         |                                                          | 7,1%                                                     | 7,1%                                                     |
| Освіта, правозахист, муніципальні та урядові служби      | Освіта, правозахист, муніципальні та урядові служби      |                                                          | 13,6%                                                    | 13,6%                                                    |
| Мистецтво, культура, відпочинок та спорт                 | Мистецтво, культура, відпочинок та спорт                 |                                                          | 2,3%                                                     | 2,3%                                                     |
| Роздрібна торгівля та послуги                            | Роздрібна торгівля та послуги                            |                                                          | 18,8%                                                    | 18,8%                                                    |
| Гуртова торгівля, транспорт та обладнання                | Гуртова торгівля, транспорт та обладнання                |                                                          | 17,5%                                                    | 17,5%                                                    |
| Природні ресурси, сільське господарство                  | Природні ресурси, сільське господарство                  |                                                          | 1,6%                                                     | 1,6%                                                     |

## Клімат
Середня річна температура становить 5,2°C, середня максимальна – 23,7°C, а середня мінімальна – -16°C. Середня річна кількість опадів – 1 112 мм.
| Клімат поселення                              | Клімат поселення | Клімат поселення | Клімат поселення | Клімат поселення | Клімат поселення | Клімат поселення | Клімат поселення | Клімат поселення | Клімат поселення | Клімат поселення | Клімат поселення | Клімат поселення | Клімат поселення |
| Показник                                      | Січ.             | Лют.             | Бер.             | Квіт.            | Трав.            | Черв.            | Лип.             | Серп.            | Вер.             | Жовт.            | Лист.            | Груд.            |                  |
| Середній максимум, °C                         | −4,89            | −3,19            | 2,42             | 9,11             | 16,09            | 21,32            | 23,65            | 22,76            | 17,94            | 11,90            | 5,78             | −1,99            |                  |
| Середня температура, °C                       | −10,42           | −8,71            | −3,11            | 3,60             | 10,56            | 15,78            | 19,37            | 18,49            | 13,67            | 7,63             | 1,50             | −6,26            |                  |
| Середній мінімум, °C                          | −15,95           | −14,25           | −8,65            | −1,94            | 5,02             | 10,25            | 15,10            | 14,22            | 9,39             | 3,36             | −2,77            | −10,54           |                  |
| Норма опадів, мм                              | 102              | 66               | 91               | 87               | 102              | 88               | 97               | 86               | 91               | 97               | 104              | 101              |                  |
| Середньомісячна швидкість вітру, м/с          | 3.54             | 3.61             | 3.81             | 3.68             | 3.37             | 2.95             | 2.66             | 2.50             | 2.80             | 3.12             | 3.40             | 3.51             |                  |
| Середньомісячна сонячна радіація, кДж/м²·день | 5321             | 8530             | 12209            | 15452            | 18351            | 20315            | 20000            | 17710            | 13171            | 8416             | 5016             | 4187             |                  |
| --------------------------------------------- | ---------------- | ---------------- | ---------------- | ---------------- | ---------------- | ---------------- | ---------------- | ---------------- | ---------------- | ---------------- | ---------------- | ---------------- | ---------------- |
| Джерело:                                      |                  |                  |                  |                  |                  |                  |                  |                  |                  |                  |                  |                  |                  |